# لاكتوسيلين
اللاكتوسلين (بالإنجليزية: Lactocillin)‏ مضاد حيوي بَبْتِيد الكبريت [الإنجليزية] تنتجه مجموعات جينات التخليق الحيوي في البكتيريا الملبنة الغاسرية. اكتشف اللاكتوسلين عام 2014.